# Pteroceras muriculatum
Pteroceras muriculatum är en orkidéart som först beskrevs av Heinrich Gustav Reichenbach, och fick sitt nu gällande namn av Peter Francis Hunt. Pteroceras muriculatum ingår i släktet Pteroceras och familjen orkidéer.
Artens utbredningsområde är Andamanerna. Inga underarter finns listade i Catalogue of Life.

## Bildgalleri

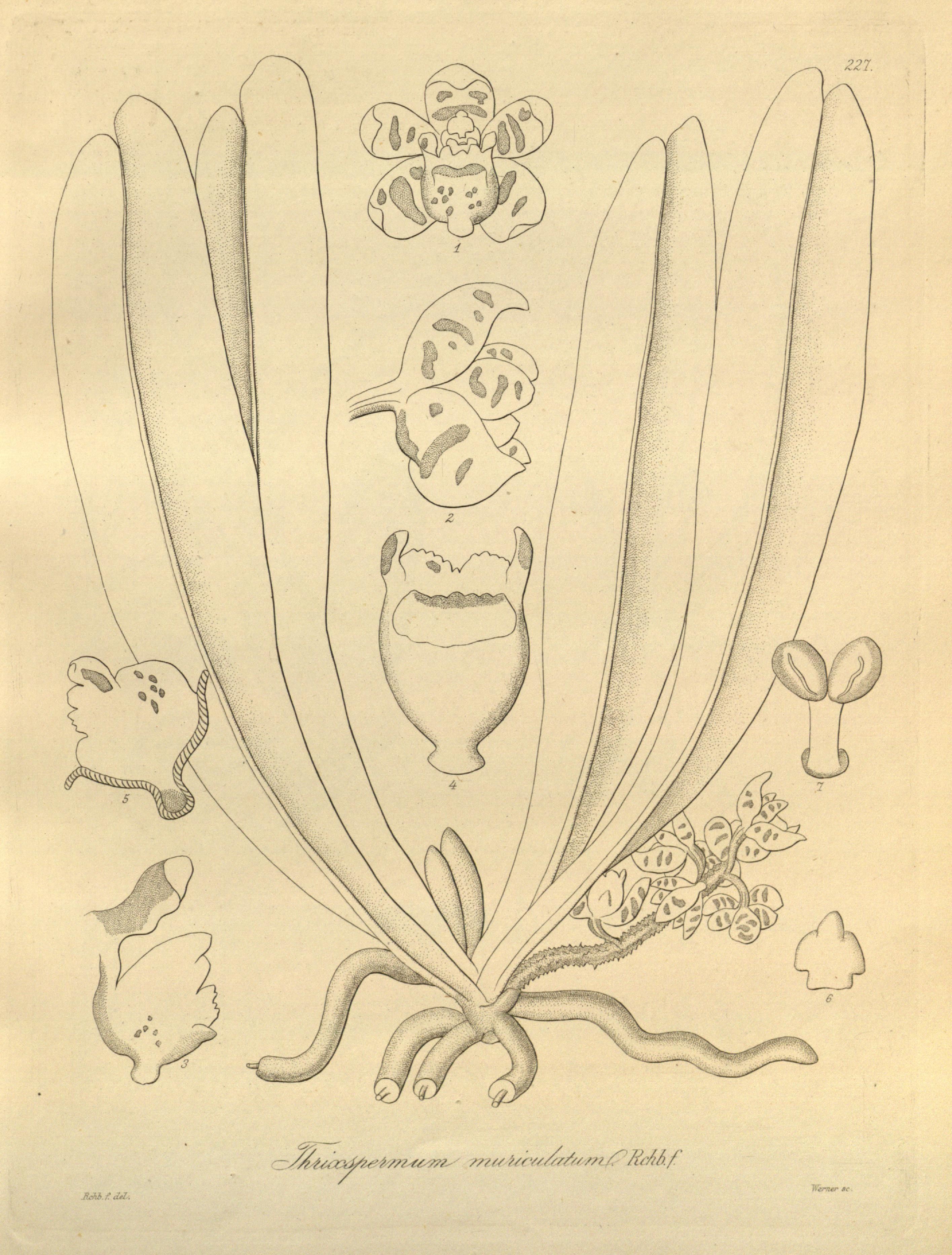